# DJ Drama
Tyree Cinque Simmons (Filadelfia, Pensilvania; 22 de abril de 1978) conocido artísticamente como DJ Drama  es un rapero, DJ y productor estadounidense. Sobre todo conocido por producir mixtapes.

## Biografía
Drama lleva desde sus comienzos en Grand Hustle Records Sello Discográfico de T.I. produciendo canciones y mixtapes. Hasta que en 2007 lanzó su álbum debut Gangsta Grillz: The Album, el cual llegó a la 26# posición en los Estados Unidos y vendió una 25 mil copias. El único sencillo del disco fue "5000 Ones" con Nelly, T.I., Yung Joc, Willie the Kid, Young Jeezy & Twista. La cual sonó bastante por los clubs de Atlanta y alrededores. Tiempo antes del disco Drama fue arrestado junto con Don Cannon.
En 2006, colaboró en su primera edición de Gangsta Grillz, una serie de mixtapes con artistas destacados en el rap, el primero se tituló The Hustler's Guide To The Game - A Gangsta Grillz Special Edition siendo David Banner el protagonista. 
En 2009 sacó a la venta su segundo álbum llamado Gangsta Grillz: The Album (Vol. 2) el cual alcanzó la misma posiciónpredecesor y vendió alrededor de unas 30 mil copias. El primer sencillo fue "Day Dreaming" con Akon, Snoop Dogg & T.I.. El segundo sencillo fue "Ridiculous" con Gucci Mane, Yo Gotti, Lonnie Mac & OJ Da Juiceman.
En 2017, retomó su edición de Gangsta Grillz, en esta etapa fue primero con Nyketown Ju, más tarde con Too Klean. En 2022, fue con Badda TD y una de las más destacadas también junto a Snoop Dogg que se tituló Gangsta Grillz: I Still Got It. Ese año también colaboró junto a David Sebastian en Gangsta Grillz: DJ Drama Presents David Sabastian God Save The Rave. En 2023 formaron parte G Perico, Kash Doll, Yovngchimi y BEO Lil Kenny. En 2024, fue con Big Boogie y se tituló REDRUM Wizard (Gangsta Grillz).

## Discografía
Álbumes de estudio
- 2004: Gangsta Grillz The Legends Series
- 2006: Gangsta Grillz 8
- 2006: I Am The Street Dream!
- 2006: Gangsta Grillz Hitz
- 2007: Welcome To The Traphouse
- 2007: Headcrack Entertainment
- 2007: Gangsta Grillz: The Album
- 2009: Gangsta Grillz: The Album Vol. 2
- 2011: Third Power
- 2011: Gangsta Grillz Legends Series Unloaded
- 2012: Quality Street Music
- 2013: The Product 2
- 2014: 56 Months
- 2016: Election Day
- 2016: Quality Street Music 2
- 2021: Fame Or Feds 3
- 2023: I'm Really Like That
- 2024: I'm Really Like That (Chopper Not Slopped)

## Premios y nominaciones
DJ Drama es poseedor de un Premio Grammy, dos BET Awards y un Ozone Awards.
Premios Grammy
| Año  | Categoría          | Nominado                | Resultado | Ref.  |
| ---- | ------------------ | ----------------------- | --------- | ----- |
| 2022 | Mejor álbum de rap | Call Me If You Get Lost | Ganador   | [ 6 ] |

BET Awards
| Año  | Categoría       | Nominado         | Resultado |
| ---- | --------------- | ---------------- | --------- |
| 2008 | DJ del año      | DJ Drama         | Nominado  |
| 2009 | DJ del año      | DJ Drama         | Nominado  |
| 2010 | DJ del año      | DJ Drama         | Nominado  |
| 2011 | DJ del año      | DJ Drama         | Nominado  |
| 2012 | DJ del año      | DJ Drama         | Nominado  |
| 2013 | DJ del año      | DJ Drama         | Ganador   |
| 2014 | DJ del año      | DJ Drama         | Nominado  |
| 2015 | DJ del año      | DJ Drama         | Nominado  |
| 2016 | DJ del año      | DJ Drama         | Nominado  |
| 2017 | DJ del año      | DJ Drama         | Nominado  |
| 2018 | DJ del año      | DJ Drama         | Nominado  |
| 2019 | DJ del año      | DJ Drama         | Nominado  |
| 2020 | DJ del año      | DJ Drama         | Nominado  |
| 2021 | DJ del año      | DJ Drama         | Nominado  |
| 2022 | DJ del año      | DJ Drama         | Ganador   |
| 2023 | Mejor dúo/grupo | DJ Drama y Jeezy | Nominado  |
| 2023 | DJ del año      | DJ Drama         | Nominado  |

Ozone Awards
| Año  | Categoría     | Nominado               | Resultado |
| ---- | ------------- | ---------------------- | --------- |
| 2008 | Mejor mixtape | Hood Generals con B.G. | Ganador   |